# Flaga Berlina
Flaga Berlina ma kształt prostokąta o wymiarach stanowiących proporcję 3 : 5. Składa się z trzech poziomych pasów o różnych wymiarach:
- pas wewnętrzny - stanowiący 3/5 powierzchni flagi:
  - w kolorze białym
- pasy zewnętrzne - stanowiące po 1/5 powierzchni flagi:
  - w kolorze czerwonym

Na białym pasie znajduje się czarny niedźwiedź z czerwonymi pazurami i językiem wysuniętym z otwartej paszczy najeżonej białymi (srebrnymi) zębami, który występuje również w herbie.

Flaga urzędowa do 2007 roku
Flaga Berlina Wschodniego w latach 1956-1990